# Tygodnik Illustrowany

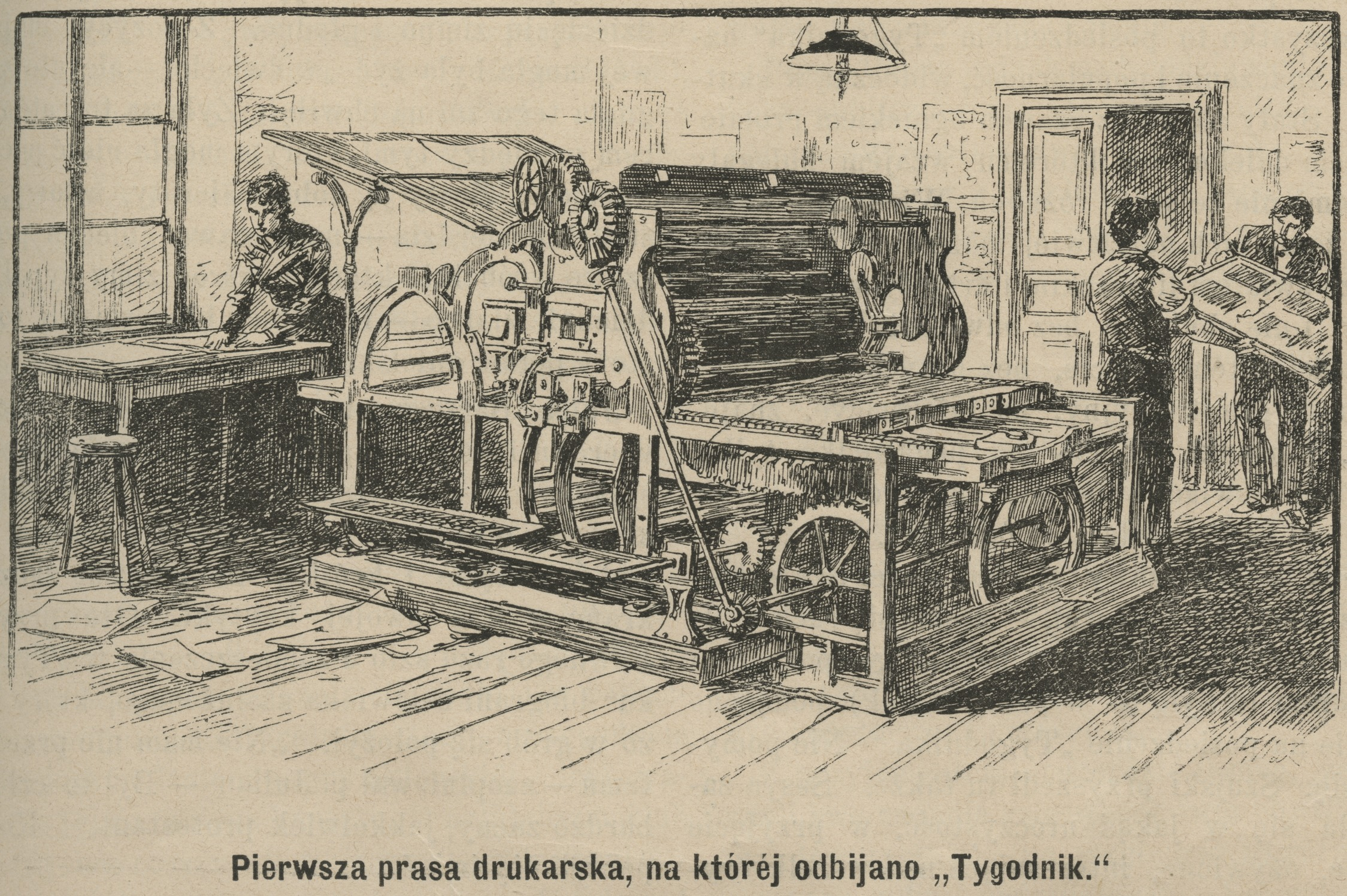
Pierwsza prasa drukarska, na której odbijano Tygodnik, Tygodnik Ilustrowany (1889)

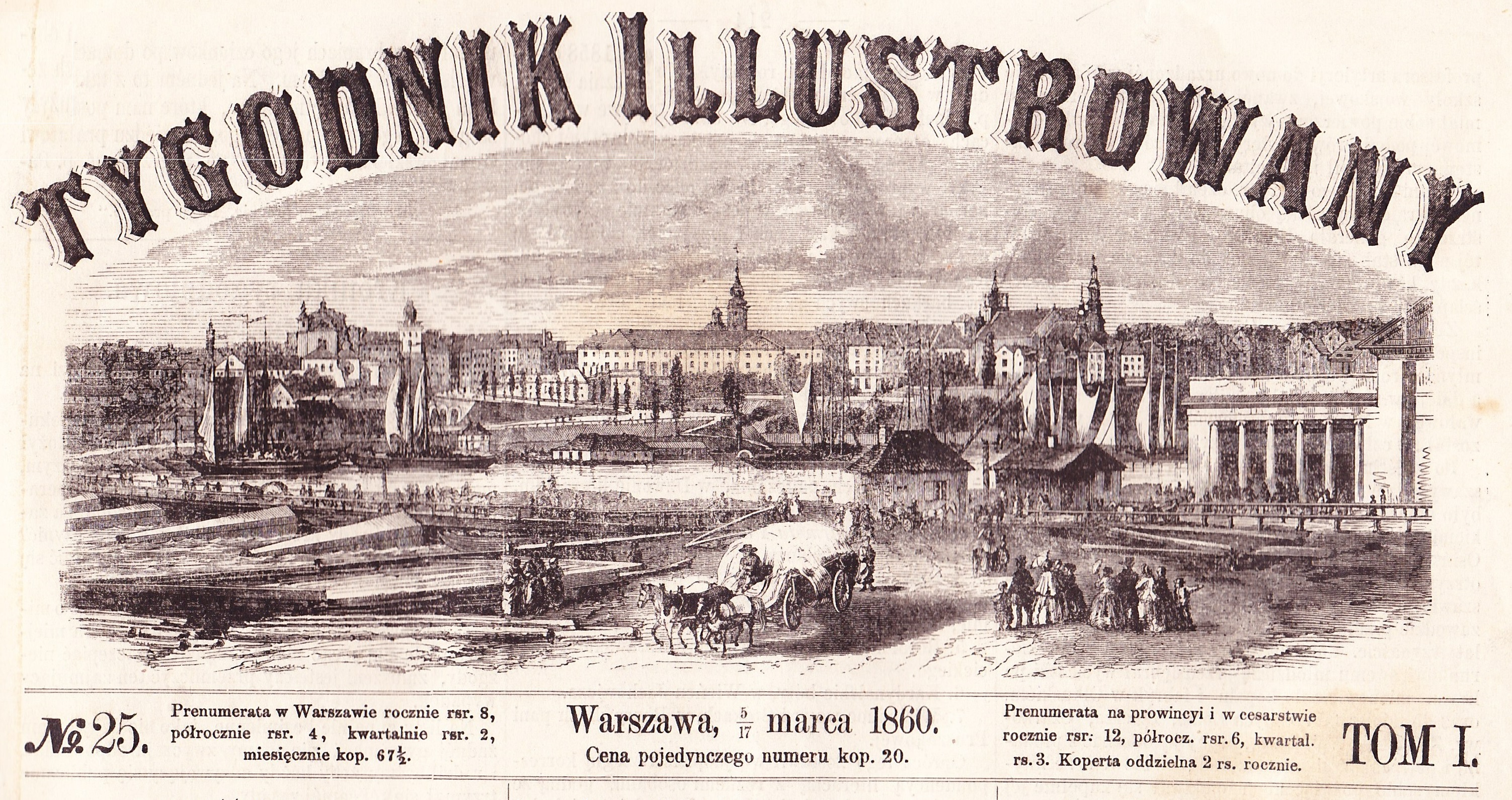
Winieta Tygodnika Illustrowanego z 1860

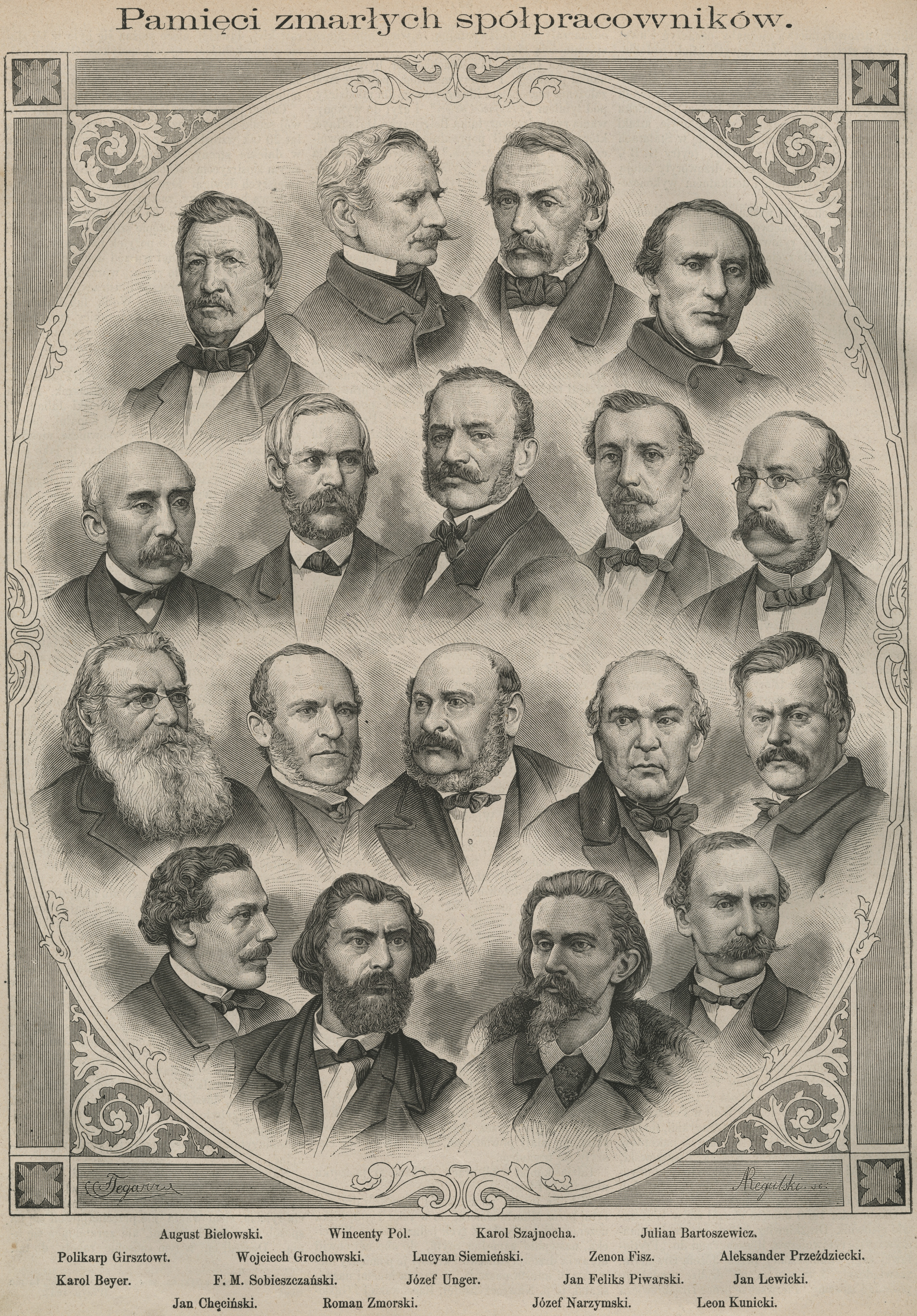
Tableau zmarłych pracowników Tygodnika Illustrowanego, 1878

Tygodnik Illustrowany – warszawskie ilustrowane czasopismo kulturalno-społeczne, wydawane w latach 1859–1939, założone przez Józefa Ungra. Pismo nie było związane z żadną opcją polityczną, publikowało wiele materiałów historycznych i utworów literackich, zamieszczało również reprodukcje dzieł plastycznych. Z pismem współpracowało wielu pisarzy, m.in. Wincenty Pol, Henryk Sienkiewicz, Teodor Jeske-Choiński i Eliza Orzeszkowa. W okresie pozytywizmu był to najpopularniejszy w Polsce tygodnik ilustrowany.

## Historia pisma
„Tygodnik Illustrowany” powstał z inicjatywy Franciszka Maksymiliana Sobieszczańskiego, natomiast założył go Józef Unger. Pierwszym redaktorem pisma był Ludwik Jenike, wspomagany przez komitet redakcyjny (skład komitetu ulegał licznym zmianom, należeli do niego m.in. Julian Bartoszewicz, Kazimierz Kaszewski, Wacław Szymanowski, Jan Konstanty Chęciński, Karol Estreicher i Piotr Chmielowski). W 1882 roku pismo przejęła spółka Gebethner i Wolff, a w 1886 roku redakcję przejął Józef Wolff. W okresie dwudziestolecia redakcja pisma wielokrotnie się zmieniała (redaktorami byli wtedy m.in. Artur Oppman, Stanisław Lam i Zdzisław Dębicki).
Pismo było rozprowadzane na całym terenie Polski, popularny był również wśród mieszkających w Rosji Polaków. Jego czytelnikami byli głównie ludzie starsi, przeważnie o konserwatywnych poglądach. Popularność zyskała mu głównie, pionierska wtedy na terenach polskich, technika drzeworytnicza (wydawca założył własną drzeworytnię na potrzeby pisma), pozwalająca zamieszczać w „Tygodniku” liczne reprodukcje malarstwa (m.in. obrazów Matejki, Chełmońskiego, Stanisława Witkiewicza i Gierymskiego). Zamieszczano również humorystyczne szkice Franciszka Kostrzewskiego, a z inicjatywy Juliusza Kossaka (kierownika artystycznego pisma w latach 1862–1868) wprowadzono stałą rubrykę pt. Dawne ubiory i uzbrojenie. Pismo wyróżniało się także nietypowym jak na owe czasy formatem (27 × 35 cm) i nowoczesnym sposobem redagowania. Posiadało też bogaty dział historyczny (zawierający m.in. życiorysy polityków, pisarzy i ludzi nauki oraz omówienia ważnych rocznic narodowych). Najbogatszym działem pisma był dział literacki w którym, oprócz recenzji, biografii pisarzy, ikonografii dotyczącej życia i twórczości dawnych i współczesnych pisarzy, publikowano liczne utwory literackie – w „Tygodniku Illustrowanym” ukazywały się m.in. Ogniem i mieczem Henryka Sienkiewicza, Nad Niemnem Elizy Orzeszkowej i Faraon Bolesława Prusa. Wydawano także liczne przekłady z języków obcych (do grona tłumaczy związanych z czasopismem należeli m.in. Maria Konopnicka, Zenon Przesmycki i Czesław Jankowski) i relacje z życia literackiego i artystycznego za granicą.
Pismo utrzymywało się z prenumeraty. W 1859 liczba prenumeratorów wynosiła 3000, natomiast pod koniec wieku zbliżyła się do 11 000. W okresie dwudziestolecia międzywojennego popularność pisma stopniowo malała, aż stało się ono niewyróżniającym się magazynem literackim.

### Akcje społeczne i wydawnicze
Oprócz wydawania czasopisma, redakcja podejmowała szereg akcji wydawniczych. Składały się na nie dołączane do pisma dodatki powieściowe (głównie z literatury obcej), a także serie wydawnicze (m.in. 10-tomowy zbiór utworów Karola Szajnochy oraz zbiorowe wydanie utworów Kraszewskiego).
Redakcja organizowała również liczne akcje społeczne, m.in. zbiórki na pomoc dla rodzin pisarzy, a także na rozmaite inicjatywy narodowe (m.in. na budowę pomnika Adama Mickiewicza w Krakowie, utworzenie muzeum Mikołaja Kopernika w Rzymie i utworzenie stypendium jego imienia).